# Zbór Kościoła Adwentystów Dnia Siódmego w Chełmnie
Zbór Kościoła Adwentystów Dnia Siódmego w Chełmnie – zbór adwentystyczny w Chełmnie, należący do okręgu kujawskiego diecezji zachodniej Kościoła Adwentystów Dnia Siódmego w RP.
Pastorem zboru jest kazn. Norbert Solski, natomiast starszym – Zbigniew Gałecki. Nabożeństwa odbywają się w kaplicy przy Szosie Grudziądzkiej 12 każdej soboty o godz. 9:30.
Budynek zboru był budowany na początku lat 90. XX wieku. Członkowie zboru prowadzą w Chełmnie cykliczny projekt Expo-Zdrowie, mający na celu promowanie zdrowego trybu życia.